# Kostel Umučení svatého Jana Křtitele (Záblatí)
Kostel Umučení svatého Jana Křtitele v Záblatí, okres Prachatice, je kulturní památka České republiky, původně farní kostel římskokatolické farnosti Záblatí, od 1. ledna 2020 filiální kostel římskokatolické farnosti Lažiště.

## Historie
Kostel pochází z poloviny 14. století, byl postaven v gotickém stylu. Chrámová loď byla přestavěna (vzniklo dvoulodí) a nově sklenuta v 1. čtvrtině 16. století. V letech 1729 až 1733 byla přistavěna kaple svatého Jana Nepomuckého; kaple byla postavena v barokním slohu. V roce 1874 kostel vyhořel, v roce 1875 byl opraven. V roce 1973 a pak v letech 1994 až 1995 byly restaurovány nástěnné malby pocházející z 80. let 14. století.

## Interiér
Zařízení kostela pochází z 1. třetiny 18. století. Obraz na hlavním (barokním) oltáři zobrazuje stětí svatého Jana Křtitele; po stranách tohoto oltáře jsou sochy svatého Jáchyma a svaté Anny. Autorství obrazu na oltáři Svaté rodiny v severní lodi je někdy připisováno Petru Brandlovi; na spodní části (predelle) tohoto oltáře je reliéf očistce. V jižní (boční) lodi je oltářní obraz Panny Marie se svatým Antonínem; oltář je zdoben rozvilinovým motivem se stuhou a andílky. V předsíni kostela je gotická kamenná křtitelnice. Kazatelna je zdobená figurálními reliéfy od českokrumlovského řezbáře L. Schönbauera. V kostele jsou varhany z roku 1783, autorem varhan je František Lorenz Richter.

## Památník padlých
U zdi kostela je památník obětem 1. světové války a vzpomínka na oběti 2. světové války.

## Galerie

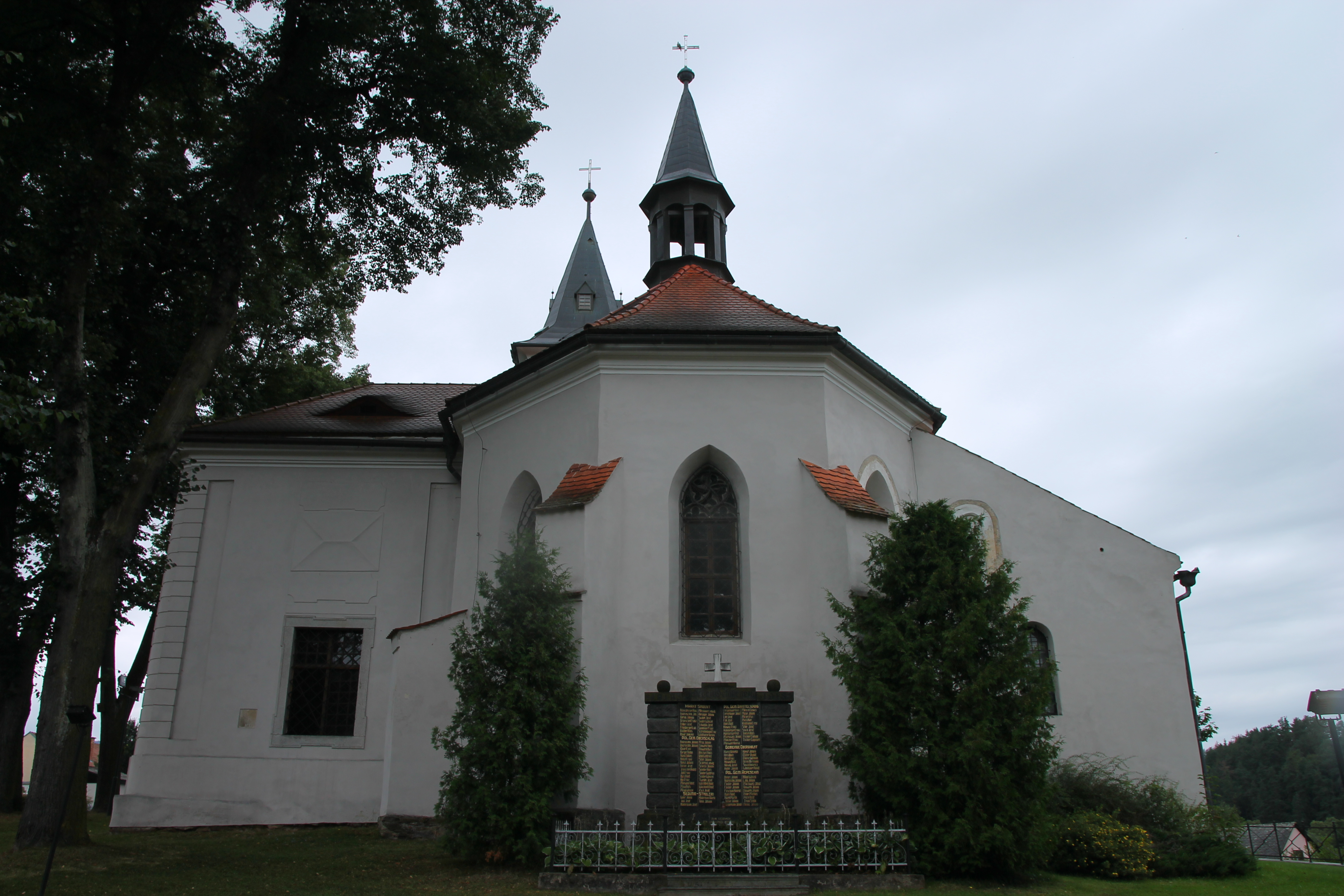
Pohled na exteriér kněžiště
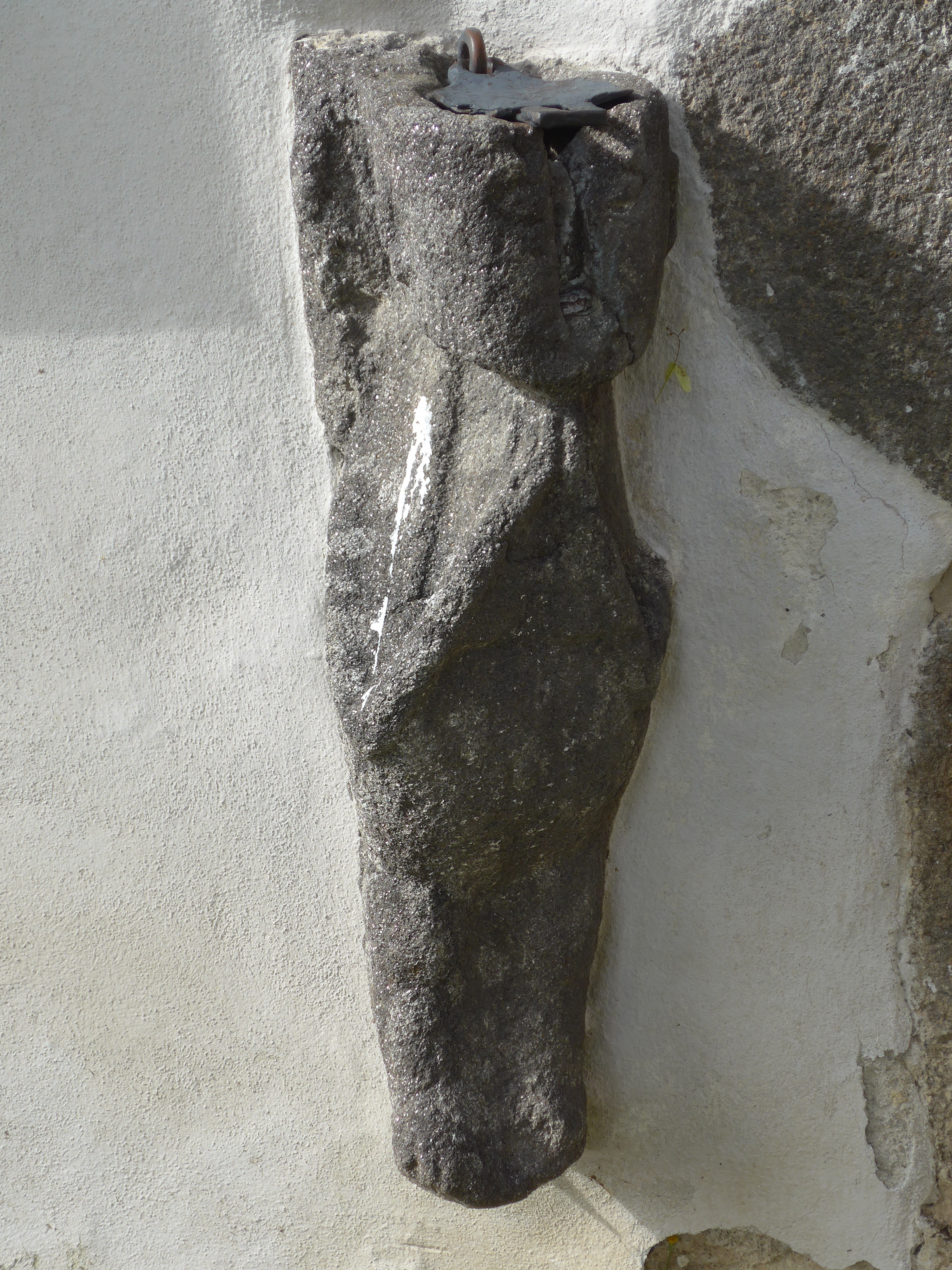
Gotická pokladnička
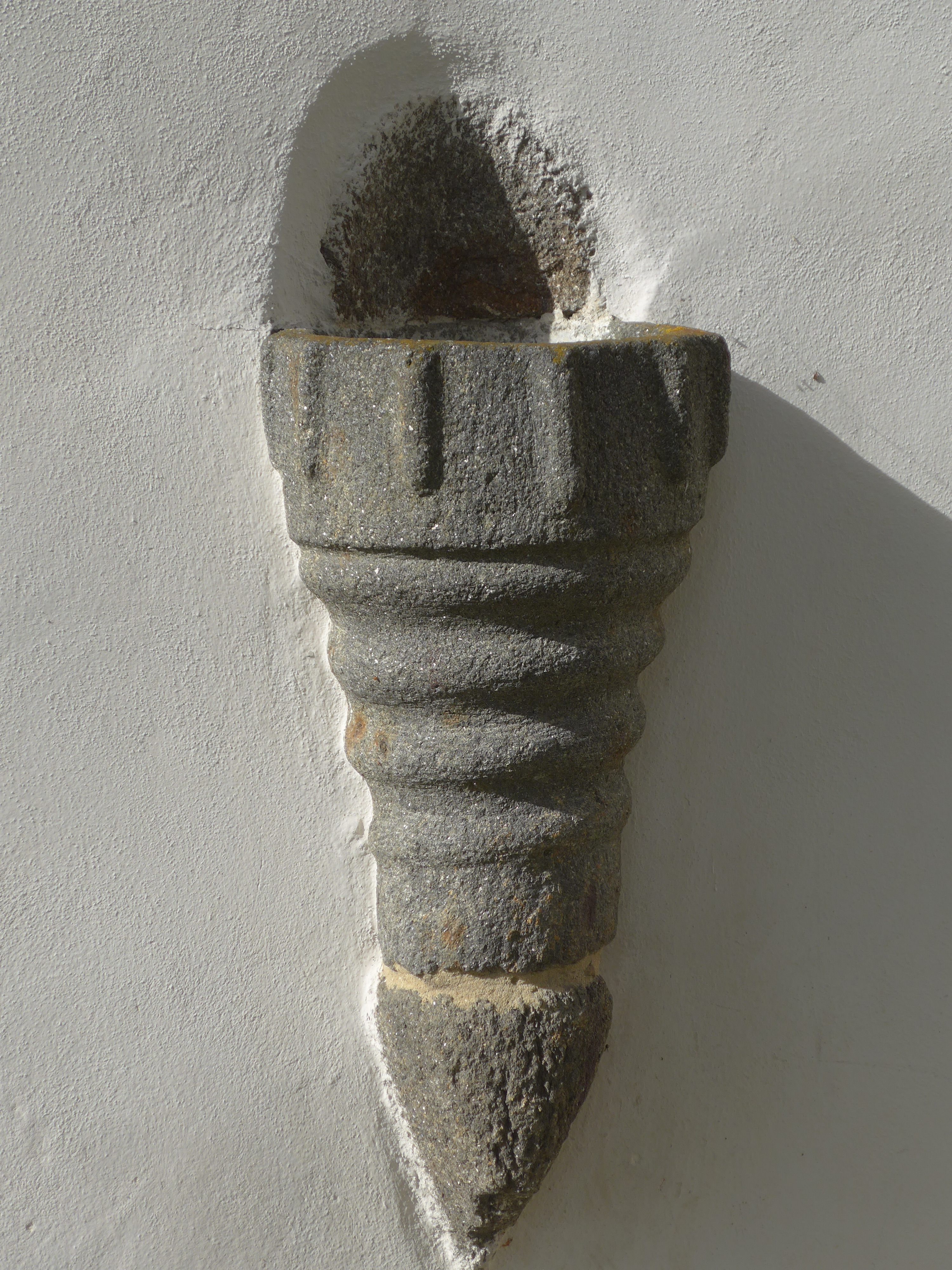
Gotická kropenka
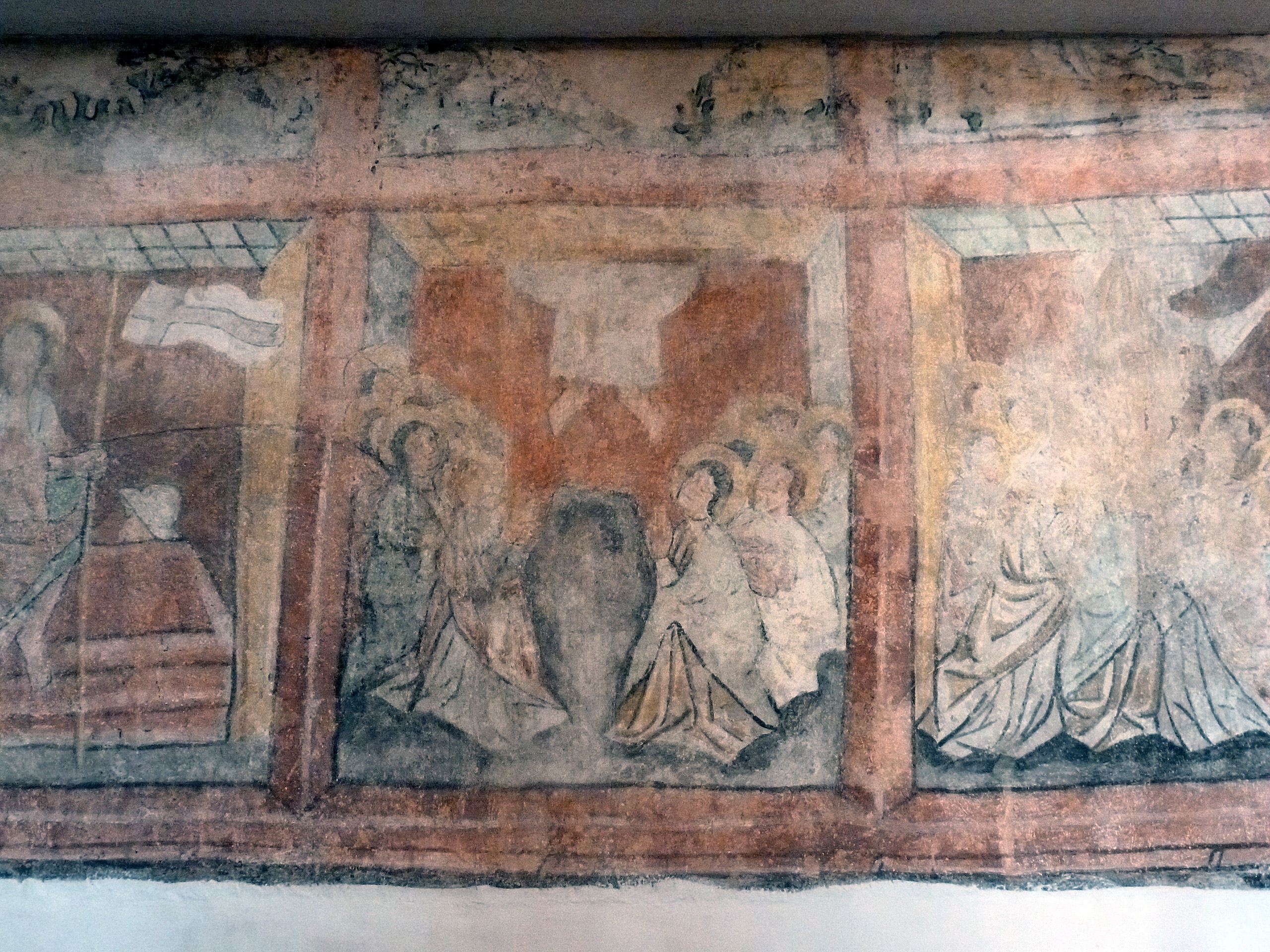
Gotické nástěnné malby
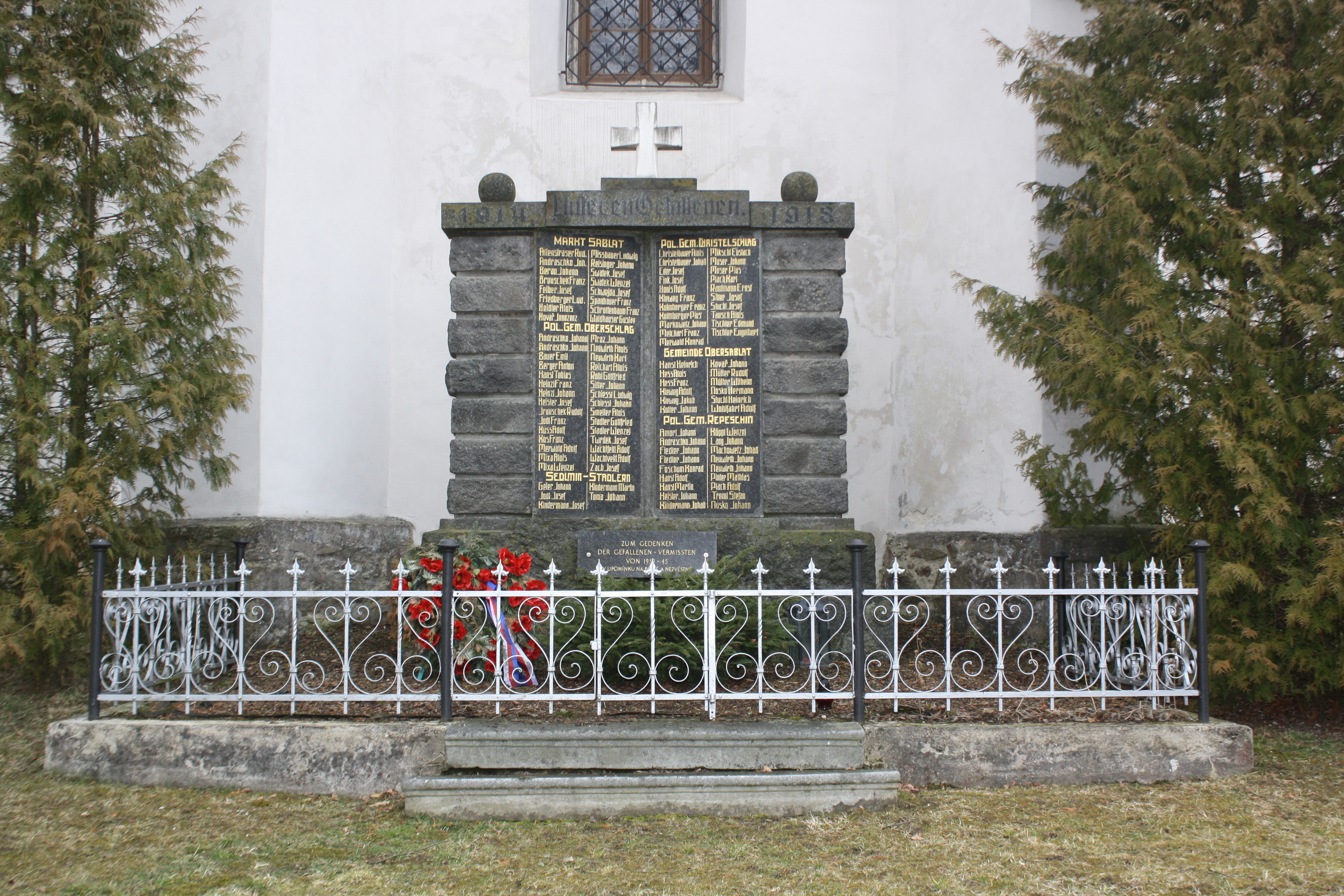
Pomník obětem světových válek